# Коул Палмър
Коул Джърмейн Палмър (на английски: Cole Jermaine Palmer) е английски футболист, играещ като атакуващ полузащитник или крило за Челси, както и за националния отбор по футбол на Англия. Смятан за един от най-добрите млади играчи на света, Коул Палмър е известен със своята ловкост, дрибъл и постоянство при изпълнение на дузпи.
Завършва академията на Манчестър Сити и прави своя дебют за профисионалния клуб през 2020 година, а по-късно е част от отбора на „Манчестър Сити“, който печели континентален трибъл във Висшата лига, Купата на Англия и Шампионската лига на УЕФА през 2023 година. Той подписва договор с Челси през 2023 г. срещу такса от 40 милиона лири, а по-късно е обявен за играч на сезона за Челси през сезон 2023 – 2024.

## Отличия

### Отборни
Манчестър Сити
- Висша лига: 2022/23
- ФА Къп: 2022/23
- Шампионска лига: 2022/23
- Суперкупа на УЕФА: 2022/23

Челси
- Лига на конференциите: 2024/25
- Световно клубно първенство: 2025

## Международна кариера
| национален отбор | година | мачове | голове |
| ---------------- | ------ | ------ | ------ |
| Англия           | 2023   | 2      | 0      |
| Англия           | 2024   | 7      | 2      |
| Общо             | Общо   | 9      | 2      |